# سینتیا
سینتیا(نام علمی: Cintia knizei) نام یک گونه از تیره کاکتوس است.